# Bolko Hoffmann
Bolko Hoffmann (* 25. Dezember 1937 in München; † 20. August 2007 in Düsseldorf) war ein deutscher Politiker (Die Bürgerpartei, Pro DM), Herausgeber der Börsenzeitschrift Effecten Spiegel und Vorstand der Effecten-Spiegel AG.

## Leben
Bolko Hoffmann wurde als Sohn des NS-Gauleiters Westfalen-Süd Albert Hoffmann und seiner Frau Gretel geboren.
Der Diplom-Kaufmann Hoffmann machte sich zunächst mit seiner Werbeagentur Thersal selbständig. 1972 gründete er die Effecten-Spiegel AG in Düsseldorf. Gegenstand des Unternehmens sind das Verlagsgeschäft, die Kapitalanlage für eigene Rechnung sowie die Beteiligung an anderen Unternehmen und Gesellschaften. Die Effecten-Spiegel AG gibt jede Woche ein gleichnamiges Börsenjournal heraus.
1979 gehörte Hoffmann zu den Gründern der Bürgerpartei und wurde zu deren stellvertretendem Vorsitzenden gewählt. Von 1983 bis 1994 war er Besitzer der Nachrichtenagentur ddp, die er in einem Konkursverfahren erwarb und später an Wolf E. Schneider verkaufte.
Bolko Hoffmann war mit seiner Effecten-Spiegel AG seit 2. September 2002 Großaktionär und seit dem 1. April 2004 Aufsichtsratsvorsitzender der 1979 von Moritz Hunzinger (Frankfurt am Main) gegründeten Hunzinger Information AG. Hoffmann zog sich im August 2007 aufgrund gesundheitlicher Probleme aus allen Aktivitäten der Effecten-Spiegel AG und deren Beteiligungen zurück. 
Hoffmann wurde der deutschen Öffentlichkeit durch eine Werbekampagne gegen den Euro bekannt, die er größtenteils aus seinem privaten Vermögen finanzierte. 1998 gründete er die Partei Pro DM, deren Hauptziel es war, die Einführung des Euro zu verhindern. Hoffmann war auch Vorsitzender dieser Partei.
Im Jahr 2003 gewann er den aus der Schill-Partei ausgeschlossenen ehemaligen Hamburger Innensenator Ronald Schill als Spitzenkandidaten für die Wahl zur Hamburgischen Bürgerschaft. Die Liste Pro DM/Schill erreichte dabei 3,1 % der Stimmen. Vor der für Schill erfolgreichen Bürgerschaftswahl 2001 hatte Hoffmann Schill noch bekämpft, weil dieser mit der Partei-Abkürzung PRO (Partei Rechtsstaatlicher Offensive) hatte antreten wollen. Hoffmann verklagte Schill wegen der Verwechslungsmöglichkeit mit seiner Partei Pro DM, woraufhin Schills Partei mit dem Kürzel Schill antrat. 
Nach seinem Tod im August 2007 beschloss die Partei Pro DM ihre Auflösung, welche zum 31. Dezember 2007 in Kraft trat.